# Provincia di Khowst
Khowst è una provincia dell'Afghanistan di 498 000 abitanti, che ha come capoluogo Khowst. Confina con il Pakistan (Aree tribali di Amministrazione Federale) a est ed a sud e con le province di Paktika a sud-ovest e di Paktia a nord-ovest.

## Suddivisioni amministrative
La provincia di Khowst è divisa in dodici distretti:

Distretti di Khost.

- Gurbuz
- Jaji Maydan
- Khowst (Matun)
- Mandozai
- Musa Khel
- Nadir Shah Kot
- Qalandar
- Sabari
- Shamal
- Spera
- Tani
- Tere Zayi